# Amplibuteo woodwardi
L'aquila di Woodward (Amplibuteo woodwardi (L. Miller, 1911)) è una specie estinta di aquila di grandi dimensioni vissuta nel Pleistocene superiore, circa 0,0117–0,126 milioni di anni fa, in Nordamerica e nei Caraibi. Si tratta di uno dei più grandi rapaci mai scoperti, con una lunghezza totale di circa 1,25-1,40 metri (49,4-55,2 in), e considerevolmente più grande di qualsiasi altra aquila vivente. Un'altra aquila gigante fossile, che potrebbe rivaleggiare in dimensioni con l'aquila di Woodward, è l'aquila di Haast, che raggiungeva una lunghezza simile, sebbene fosse molto più pesante e aveva un'apertura alare più corta, vivendo in un ambiente boscoso. Sembra invece che l'aquila di Woodward, cacciasse in grandi spazi aperti dove predava con facilità piccoli mammiferi e rettili.